# Fritz Hartogs
Fritz Hartogs (alemany: Friedrich Moritz Hartogs)  (Brussel·les, 20 de maig de 1874 - Múnic, 18 d'agost de 1943) va ser un matemàtic alemany d'origen jueu que es va suïcidar durant el nazisme.

## Vida i obra
Tot i haver nascut a Brussel·les, la seva família eren jueus alemanys, i ell va créixer a Frankfurt del Main, on el seu pare tenia els negocis i vivia la família. En acabar els estudis secundaris a Frankfurt, va estar dos semestres a les universitats tècniques de Hannover i Berlín; però el gruix dels seus estudis els va fer a la universitat de Berlín i a la de Múnic. El 1903 va obtenir el doctorat a Múnic amb una tesi sobre les funcions analítiques de dues variables, dirigida per Alfred Pringsheim.
El 1905 va obtenir l'habilitació per a la docència universitària a Múnic i a partir d'aquesta data va ser professor en aquesta universitat, tot i que no va arribar a ser professor titular fins al 1927 (amb 53 anys) per l'antisemitisme regnant a l'Alemanya de Weimar.
El 1933, en dictar-se les lleis anti-jueves nazis, va poder acollir-se a l'excepció d'haver estat combatent a la Primera Guerra Mundial, però el 1935 fou desposseït del seu càrrec. El 1938, després de la nit dels vidres trencats, va ser empresonat durant unes setmanes al camp de concentració de Dachau. El 1941, va haver de divorciar-se de la seva esposa (que no era jueva), per no arrossegar-la en el seu destí, tot i que va continuar vivint en la mateixa casa. Finalment l'agost de 1943, cansat de les humiliacions i menyspreus, es va suïcidar amb una sobredosi de barbitúrics.
Les recerques de Hartogs van ser fonamentalment sobre funcions analítiques de varies variables complexes. El 1906 va demostrar el teorema que porta el seu nom que, de forma sorprenent, no va ser demostrat en tota la seva generalitat fins al 2007. També va fer algunes incursions en el camp de la teoria de conjunts demostrant el 1916, per exemple, que la tricotomia implica l'axioma d'elecció i fent altres aportacions sobre la hipòtesi del continu.